# Normanicythere
Normanicythere is een geslacht van kreeftachtigen uit de klasse van de Ostracoda (mosselkreeftjes).

## Soorten
- Normanicythere concinella Swain, 1963 †
- Normanicythere japonica Tabuki, 1986 †
- Normanicythere leioderma (Norman, 1869) Neale, 1959
- Normanicythere sogwipoensis Lee, 1990